# Трамутола
Трамутола (итал. Tramutola) је насеље у Италији у округу Потенца, региону Базиликата.
Према процени из 2011. у насељу је живело 2388 становника. Насеље се налази на надморској висини од 657 м.

## Становништво
Према резултатима пописа становништва 2011. у општини је живело 3.155 становника.
| 1931. | 1936. | 1951. | 1961. | 1971. | 1981. | 1991. | 2001. | 2011. |
| ----- | ----- | ----- | ----- | ----- | ----- | ----- | ----- | ----- |
| 2.980 | 3.006 | 3.454 | 3.357 | 3.091 | 3.594 | 3.244 | 3.251 | 3.155 |